# 請西藩

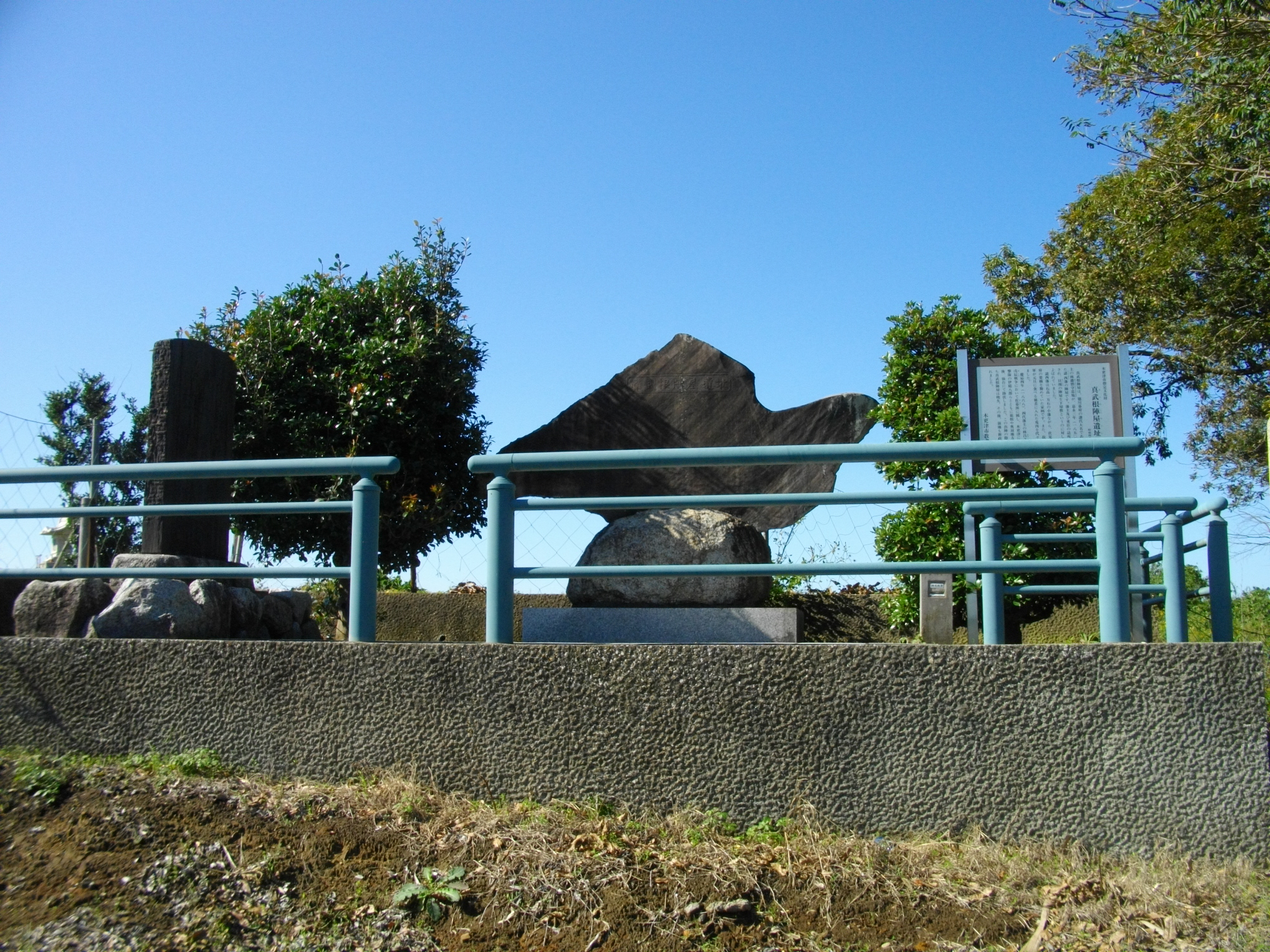
請西藩庁が置かれた真武根陣屋遺址

請西藩（じょうざいはん）は、江戸時代後期に上総国に存在した藩。望陀郡請西村（現在の千葉県木更津市請西付近）の真武根陣屋（まふねじんや。請西陣屋とも）を藩庁とした。戊辰戦争時に藩主の林忠崇が新政府軍と交戦したため、戦後に改易された唯一の藩として知られる。
林家が1825年に大名になった当初は、望陀郡貝淵村（木更津市貝渕付近）の貝淵陣屋を藩庁としていた。1850年に請西に移転するまでの林家の藩については貝淵藩（かいふちはん）とも呼ばれる。明治維新期には駿河国小島藩主であった滝脇松平家が当地に移され、名義上は望陀郡桜井村（木更津市桜井付近）を藩庁所在地として桜井藩（さくらいはん）が設置されたが、この藩庁は貝淵陣屋を転用したものである。なお、貝淵・桜井・請西村は隣接関係にある。
本項では貝淵藩・桜井藩についても併せて解説し、廃藩置県により桜井藩に代わって設置された桜井県（さくらいけん）についても言及する。

## 歴史

### 貝淵・請西藩

#### 前史：「献兎賜盃」の家・林家

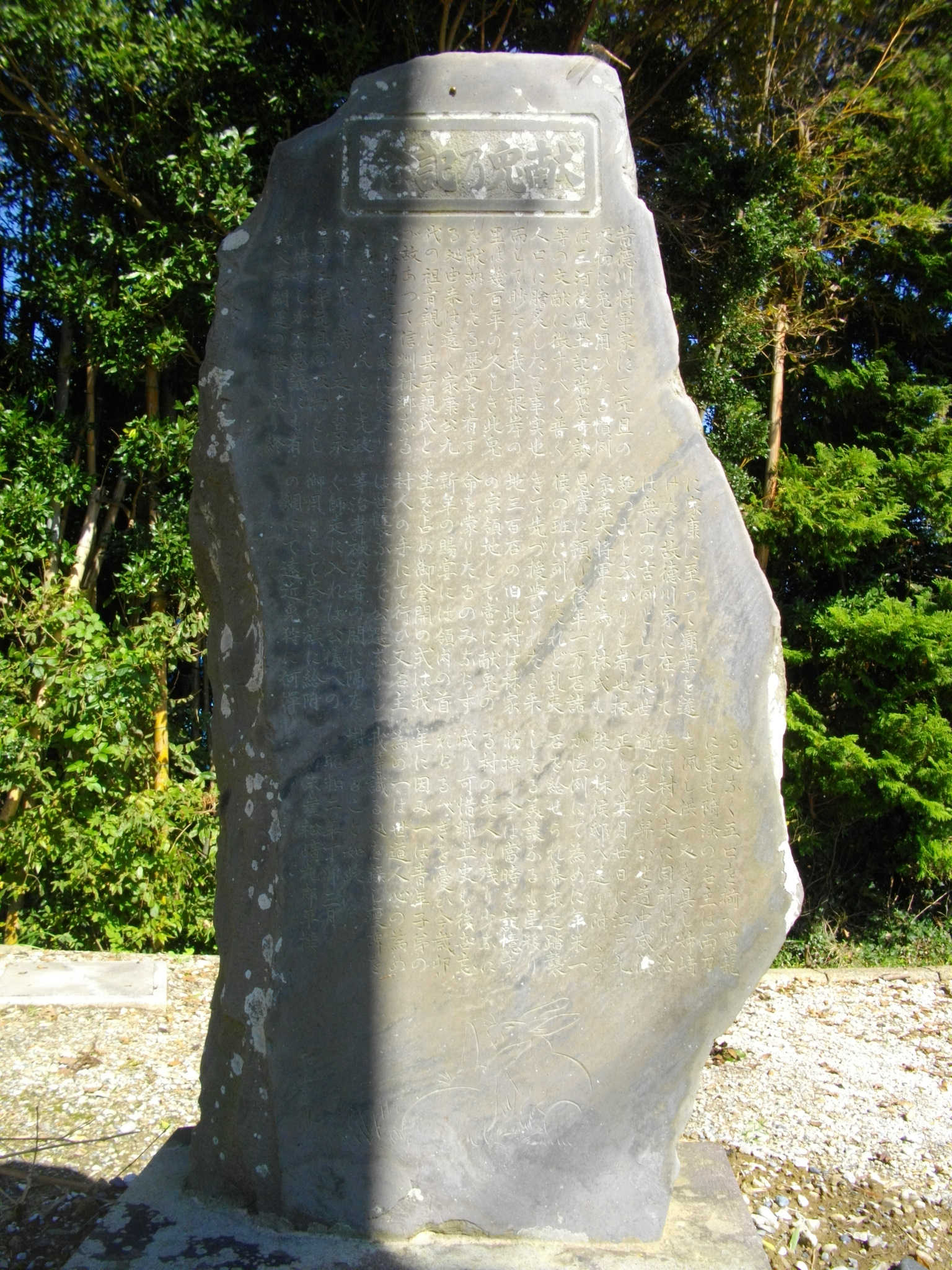
1927年（昭和2年）に建てられた「献兎乃記念」碑（上根岸の八坂神社）。「献兎賜盃」の儀に使われる兎が上根岸村で捕らえられていたことにちなむ。

林家（三河林氏）は小笠原氏の支流を称する三河譜代の家であり、江戸時代に入ると旗本として代々番方を勤めていた。
伝承によれば、南北朝時代に松平家の祖である有親・親氏親子が信濃で窮した際に、筑摩郡林郷（現在の長野県松本市里山辺付近）に住していた旧知の林光政（林家の祖先）を頼ったことがあった。光政は雪の中で兎を捕らえて吸い物にし、有親・親氏に振る舞った。これを開運の嘉例とし、徳川幕府の下では正月行事として、林家が将軍に兎の吸い物を献上し、将軍から一番に酒を賜るという「献兎賜盃」の儀式が行われることとなっていた。
元禄年間に長崎奉行や町奉行を務めた林忠和（忠朗）は加増を受けて3000石を知行した。忠和の後は忠勝―忠久―忠篤―忠英と続く。天明7年（1787年）4月に徳川家斉が11代将軍に就任すると、忠英は小姓として仕え、家斉の寵臣となった。寛政8年（1796年）に家督を相続した忠英は、小姓番組頭格・御用取次見習・御側御用取次などと栄進し、さらに加増を重ね、文政5年（1822年）には7000石を知行する。

#### 貝淵藩
文政8年（1825年）4月、若年寄に昇進して3000石の加増を受け、計1万石の大名に列して貝淵藩が成立した。天保5年（1834年）12月には3000石、天保10年（1839年）3月には江戸城修築などの功を賞されて5000石を加増され、計1万8000石を領した。
しかし、家斉が天保12年（1841年）1月に死去すると、将軍家慶と老中水野忠邦による粛清を受け、4月に8000石を没収されたうえ、若年寄も罷免された。さらに同年7月には強制隠居を命じられた。
天保14年（1843年）6月には、天保の改革の一環として行われた印旛沼堀割の手伝普請を命じられた（水野忠邦失脚により中断）。家斉没後に8000石もの加増地を失った藩財政はさらに逼迫した。

#### 請西藩
嘉永3年（1850年）11月、忠旭は藩庁を貝淵陣屋から1.5kmほど内陸に位置する望陀郡請西村の高台「間船台」に築いた真武根陣屋（請西陣屋）に移した。以後この藩は請西藩と呼ばれる。貝淵陣屋の方も藩の地方役所としてそのまま使われた。嘉永6年（1853年）、幕府はペリー来航を受け、貝淵浦の警備を忠旭に命じている。
2代藩主忠交は伏見奉行を務め、慶応2年（1866年）1月23日に伏見の寺田屋滞在中の坂本龍馬捕縛の試み（寺田屋遭難）を指揮した。慶応3年（1867年）、忠交は伏見奉行在任のまま急死し、若年の嫡男忠弘に代わって甥の忠崇が家督を相続した。
慶応4年（1868年）、上総に転じた遊撃隊による助力要請に接した忠崇は旧幕府側に与することを決し、自ら脱藩して同藩士とともに遊撃隊に加わった。出陣に際して請西の陣屋を自ら焼き払っている。
忠崇らは房総や相模で新政府軍と戦闘したのち、以後は旧幕府勢力の籠る東北各地に転戦した。こうした忠崇の行動は新政府の怒りを買い、明治元年（1868年）に所領を没収された。戊辰戦争のうち城地をすべて没収されたのは請西藩と会津藩会津松平家のみであるが、会津松平家は松平容大に対して新たに斗南藩3万石が下賜され、華族に列されている。そのため林家は、江戸時代には諸侯でありながら明治政府に諸侯として認められず、華族にはならなかった唯一の家として知られている。

#### 後史：明治維新後の林家
仙台に転戦した忠崇は、徳川宗家が駿府70万石の諸侯として存続するとの報に接し、新政府軍に降伏した。以後は江戸の唐津藩邸にて幽閉される。明治2年（1869年）、同家は忠弘を当主とする300石の東京府士族として存続した。忠崇も明治5年（1872年）に赦免されたものの、家禄の削減・廃止もあり、以後は職を転々とする困窮した生活を送った。
1889年（明治22年）、大日本帝国憲法発布にともなう大赦によって西郷隆盛の名誉が復権するや、旧藩士らは林家の復権運動を起こす。1893年（明治26年）、忠弘に対して男爵が授けられた。
なお、忠崇は長命を保ち、1941年（昭和16年）に94歳でこの世を去った。幕藩体制下で大名であった人物では最後まで生きた人物であり、俗に「最後の大名」と呼ばれることのある一人である。

### 桜井藩
明治元年（1868年）7月13日、駿河国小島藩1万石の藩主・松平信敏（のち滝脇信敏と改姓）に対し、上総国への移転が命じられた。旧領地は静岡藩主となった徳川家に引き渡されて藩士たちは寺院や村に仮寓し、9月から12月にかけて順次新領地への移動が行われた。
当初は上総国周准郡南子安村金ヶ崎（現在の君津市南子安）に仮陣屋（子安陣屋）を置き、金ヶ崎藩と称した。しかし南子安村が地理的に不便とされ、翌明治2年（1869年）3月には港町である木更津に近い望陀郡桜井村に藩庁を設けて移転したとして桜井藩に改称した。桜井藩の陣屋（桜井陣屋）は貝淵陣屋を転用したものである。「桜井藩」を称した理由としては、士卒の屋敷を桜井村に設けたためともいう。貝淵藩（請西藩）が朝敵として改易された経緯から「貝淵藩」の名称を避け、隣村の名前を取って「桜井藩」と称したのが実情のようである。
明治2年（1869年）6月24日、版籍奉還が勅許されたことに伴い滝脇信敏は知藩事に任じられた。信敏は任に堪えないとして辞表を提出したが許可は下りず、7月29日に管轄地に赴いた。10月、藩制が定められて大参事2名以下の職員が任じられ、執政府たる「為政館」および民政・会計・刑法・軍務・市政の各局、ならびに藩校「時習館」が置かれた。明治3年（1870年）閏10月25日には官制の改正が行われ、大参事・少参事・大属・権大属・少属・権少属・史生・庁掌からなる職階を定め、各局を廃して課とした。桜井藩は管轄地内の用水堰の修繕や、久津間新田の海岸堤防の修復に取り組んでいる。

### 桜井県
明治4年（1871年）7月14日の廃藩置県により、桜井藩は廃藩となり、桜井県が設置された。滝脇信敏は知藩事を免職され、県の事務は従来の藩職員が取り扱うよう命じられた。華族は東京への移住が命じられたが、信敏は隠居の信賢の眼病療養を理由として、移住猶予を願い出ている。
同年11月13日、第一次府県統合によって上総国・安房国を管轄する木更津県が設立され、桜井県は廃止された。木更津県は旧桜井県庁（＝貝淵陣屋）を県庁として利用した。なお、木更津県は1873年（明治6年）に印旛県と合併して千葉県となる。貝淵藩・桜井藩（県）・木更津県が藩庁・県庁として用いた貝淵陣屋跡地は「貝渕木更津県史蹟」として木更津市史跡に指定されている。

## 歴代藩主

### 貝淵藩
林家
譜代 1万石→1万3000石→1万8000石→1万石（1825年 - 1850年）
| 代 | 氏名                     | 官位            | 在職期間                           | 享年 | 備考                                                                     |
| -- | ------------------------ | --------------- | ---------------------------------- | ---- | ------------------------------------------------------------------------ |
| 1  | 林忠英 はやし ただふさ   | 従五位下 出羽守 | 文政8年 - 天保12年 1825年 - 1841年 | 81   |                                                                          |
| 2  | 林忠旭 はやし ただあきら | 従五位下 播磨守 | 天保12年 - 嘉永3年 1841年 - 1850年 | 63   | 初代藩主・忠英の次男。 1850年に陣屋を望陀郡請西村 に移し、請西藩に改称。 |

### 請西藩
林家
譜代 1万石（1850年 - 1868年）
| 代 | 氏名                     | 官位            | 在職期間                           | 享年 | 備考                               |
| -- | ------------------------ | --------------- | ---------------------------------- | ---- | ---------------------------------- |
| 1  | 林忠旭 はやし ただあきら | 従五位下 播磨守 | 嘉永3年 - 嘉永7年 1850年 - 1854年  | 63   |                                    |
| 2  | 林忠交 はやし ただかた   | 従五位下 肥後守 | 嘉永7年 - 慶応3年 1854年 - 1867年  | 23   | 上総貝淵藩初代藩主・林忠英の四男。 |
| 3  | 林忠崇 はやし ただたか   | 従五位下        | 慶応3年 - 明治元年 1867年 - 1868年 | 94   | 初代藩主・忠旭の五男。             |

### 桜井藩
松平（滝脇）家
旧譜代 1万石（1868年-1871年）
| 代 | 氏名                                                            | 官位            | 在職期間                           | 享年 | 備考                                                      |
| -- | --------------------------------------------------------------- | --------------- | ---------------------------------- | ---- | --------------------------------------------------------- |
| 1  | 松平信敏 （滝脇信敏） まつだいら のぶとし （たきわき のぶとし） | 従五位下 丹後守 | 明治元年 - 明治4年 1868年 - 1871年 | 37   | 駿河小島藩より転封。 信濃高遠藩7代藩主・ 内藤頼寧の九男。 |

## 領地

### 領地の変遷

#### 請西藩（幕末）
「旧高旧領取調帳」に記載があるのは5,982石分のみとなっている。
- 上総国
  - 周淮郡のうち - 1村（安房上総知県事を経て桜井藩に編入）　
  - 望陀郡のうち - 13村（うち8村を安房上総知県事を経て桜井藩、2村を安房上総知県事を経て三河吉田藩、2村を安房上総知県事を経て三上藩、1村を安房上総知県事を経て久留里藩、2村を久留里藩に編入）
  - 市原郡のうち - 15村（うち8村を安房上総知県事を経て鶴舞藩、6村を安房上総知県事を経て菊間藩、1村を安房上総知県事を経て桜井藩、1村を菊間藩に編入）
- 上野国
  - 山田郡のうち - 1村（岩鼻県に編入）

#### 桜井藩（廃藩時）
「旧高旧領取調帳」の記載では1万8,417石余。
- 上総国
  - 周淮郡のうち - 26村（旧飯野藩領1村、前橋藩領6村、安房上総知県事領19村【内訳は旧幕府領8村、旗本領7村、与力給地2村、飯野藩領4村、請西藩領1村、前橋藩領1村】）
  - 望陀郡のうち - 25村（旧前橋藩領2村、安房上総知県事領23村【内訳は旧久留里藩領15村、請西藩領8村】）
  - 市原郡のうち - 1村（旧請西藩領の安房上総知県事領）

なお、いずれも相給が存在するため、村数の合計は一致しない。

### 領地の地理

#### 貝淵・桜井
木更津は地域の物資集散地として栄えた町であり、海と川の双方を航行できる貨客船・五大力船（木更津船）が江戸とを結んだ。ただし木更津は江戸時代には当藩領ではなく、長らく幕府領であった（『旧高旧領取調帳』によれば幕末期に前橋藩領）。
貝淵・桜井村は木更津村から矢那川を隔てて南に所在する。桜井村と貝淵村の境界は入り組んでおり、貝淵陣屋は貝淵村に所在した。桜井村は半農半漁の村で、木更津と富津を結ぶ浜街道沿いに集落が形成され、宿場としても栄えた。桜井藩士は100名ほどであり、桜井移転後に藩士の屋敷も順次整備され、明治4年（1871年）に完成も見たという。
歴史地理学者の中島義一は、当時の木更津と貝淵は別集落とみるべきで、木更津県について「木更津が県庁所在地であったというのは当たらない」という。

## 文化・人物

### 貝淵・請西藩
11代将軍・徳川家斉から14代将軍・徳川家茂の時代にかけて、江戸城大奥で上臈御年寄を務めていた万里小路局は、林家が宿元（身元引受人）を務めていた関係から、大奥引退後に請西村に移住した。万里小路局は幕末の動乱の中でも林家を支援した。1878年（明治11年）に生涯を閉じ、長楽寺（木更津市請西）に葬られた。

### 桜井藩
藩校は時習館。明治2年（1869年）に藩庁を桜井に移転する際、学校も整備されることとなり、請西村の祥雲寺に仮学校が設けられた。また、明治2年（1869年）に木更津村の選擇寺に仮種痘所が設けられ、のちに種痘館として認可された。
桜井藩大参事の一人・近藤門造は公議所・集議院の議員を務めていたが、明治2年（1869年）に「禁止田地売買之議」を建白した。江戸幕府が定めた田畑永代売買禁止令はすでに形骸化していたが、改めて田畑の売買・私有を禁止し、豪農・富商による土地の「掠奪」から零細農民を保護しようとする提案であった。近藤の建白は、明治初年の土地制度をめぐる様々な議論の中で「公田説」の代表例として取り上げられることがある。